# 가스안전교육원
가스안전교육원(-安全敎育院)은 가스에 관한 지식 및 전문기술 보급을 통해 가스안전관리자 및 전문가 양성을 목적으로 설립된 한국가스안전공사 소속 교육기관이다. 충청남도 천안시 동남구 목천읍 교천지산길 331-39에 위치하고 있다.

## 조직

### 가스안전교육원장
- 교육연수실
  - 교육기획부
  - 교육운영부
- 교수실
  - 교수총괄부
  - 안전공학부

## 같이 보기
- 한국가스안전공사